# Індо-пакистанська морська війна
Індо-Пакистанська морська війна (англ. Indo-Pakistani Naval War) — серія морських боїв між індійським і пакистанським флотами під час Індо-Пакистанської війни 1971 року.

## Передумови
Спочатку військово-морські сили Індії були залучені для того, щоб замкнути кільце навколо Східного Пакистану й не допустити прибуття підкріплення пакистанських збройних сил, які опинилися сам на сам проти повсталих жителів провінції і союзних з ними індійських військ. Після успіху індійського флоту в створенні блокади навколо бунтівної пакистанської провінції, ВМС Індії були спрямовані до узбережжя Західного Пакистану, де і відбулися найважливіші морські бої цієї війни. Перша операція дістала назву операція «Трайдент», у якій індійці здобули перемогу, слідом за нею стався ще один бій — операція «Пітон». Після цієї битви флот Західного Пакистану зазнав поразки й індійці почали обстрілювати з моря «фінансову столицю» країни — Карачі.
ВМС Індії не грали важливу роль під час індо-пакистанської війни 1965 року, оскільки вона була більш зосереджена на суші.
7 вересня флотилія ВМС Пакистану під командуванням командора С.M. Анвара бомбардувала радіолокаційні станції ВМС Індії за 200 миль (300 км) на південь від пакистанського порту Карачі. Це була одна із найвизначніших операцій 1965 року. Вона виявилася успішною і спонукала ВМС Індії пройти швидку модернізацію і її подальше розширення. Індійський бюджет ВМС виріс із 350 мільйонів до 1,15 млрд доларів. ВМС Індії були доповнені ескадрою підводних човнів та придбаними в Радянському Союзі сімома ракетними кораблями. Коли почалася криза між Сходом і Заходом Пакистану, індійські збройні сили втрутилися, що призвело до початку визвольної війни Бангладешу.

## Хід конфлікту

### Операція «Трайдент»
3 грудня 1971 року пакистанське керівництво вирішило нав'язати Індії війну на два фронти. Пакистанські війська почали наступ уздовж західного кордону з Індією. Через кілька годин після початку воєнних дій індійський флот розпочав операцію «Трайдент» (кодове ім'я операції для першої атаки на Карачі). Частина індійського флоту, що складається з трьох ракетних катерів проєкту «205», у супроводі двох протичовнових патрульних кораблів перегрупувалася від Окхі й висунулася в напрямку Карачі. 4 грудня 1971 року о 21:50 за місцевим часом ця група була вже в 70-ти морських милях на північний захід від Карачі. Незабаром після цього індійські кораблі виявили пакистанські. Індійці завдали несподіваний удар. Пакистанський есмінець «Хайбер» і тральник «Мухафіз» були потоплені. Інший пакистанський есмінець «Шах Джахан» зазнав значних руйнувань. З 270 членів екіпажу «Хайбера» врятувалося лише 70. Потім індійські кораблі завдали ракетного удару по паливних резервуарах у Карачі. У результаті частина резервуарів була знищена, операція «Трайдент» мала шалений успіх, усі кораблі ВМС Індії безнапасно повернулися додому без будь-яких ушкоджень. Також 4 грудня був потоплений пакистанський підводний човен «Газі», що мав завдання атакувати флагман індійського флоту — авіаносець «Вікрант». У ніч на 4 грудня підводний човен намагався виставити міни поблизу індійської бази у Вішакхапатнаме, однак, приблизно опівночі після виявлення її перископа, була атакована старим індійським есмінцем «Раджпути», який закинув дві глибинні бомби. Через деякий час (о 00:15 4 грудня) на підводному човні стався катастрофічний внутрішній вибух і човен затонув з усім екіпажем.

### Операція «Пітон»
У захваті від успіху операції «Трайдент», командувач ВМС Індії склав інший план наступальної операції під кодовою назвою «Пітон». Попри погану погоду і хвилі, індійська група кораблів, що складається з ракетного катера «Вінаш» і двох багатоцільових фрегатів, почала атаку на Карачі в ніч із 8 на 9 грудня. «Вінаш» підійшов близько до берега Карачі й випустив чотири ракети, перша з яких вразила паливні резервуари на узбережжі, решта три потрапили в торгові судна. Більше ніж 50 відсотків усіх запасів палива в Карачі були знищені. Операція «Пітон» завершилася успішно. 9 грудня 1971 року в Аравійському морі пакистанський підводний човен «Хангор» торпедував індійський фрегат «Кукрі». Інцидент став першою й досі єдиною результативною атакою, виробленою дизельно-електричним підводним човном після Другої світової війни. На борту атакованого корабля загинуло 19 офіцерів і 193 матроси (9 офіцерів і 93 матроси врятувалися). Також у цей день ракетними ударами було потоплено 2 танкодесантні кораблі ВМС Пакистану

## Підсумки війни
Дії на морі під час індо-пакистанського конфлікту 1971 року продемонстрували передчасність відмови від розміщення на кораблях ствольної артилерії великих калібрів (понад 100—127 мм).
Вона виявилася найдешевшим засобом боротьби з береговими об'єктами і водночас не менш ефективним, ніж керовані корабельні ракети.
Було також підтверджено, що підводні човни і далі залишаються надійною морською зброєю, так само як некеровані торпеди та «традиційні» глибинні бомби.